# Anthaxia emarginata
Anthaxia emarginata es una especie de escarabajo del género Anthaxia, familia Buprestidae. Fue descrita científicamente por Barr en 1971.